# Anthene bipuncta
Anthene bipuncta är en fjärilsart som beskrevs av James John Joicey och Talbot 1921. Anthene bipuncta ingår i släktet Anthene och familjen juvelvingar. Inga underarter finns listade i Catalogue of Life.